# Великое переводческое движение
Великое переводческое движение (англ. The Great Translation Movement, кит. трад. 大翻譯運動, упр. 大翻译运动, пиньинь Dà Fānyì Yùndòng, ютпхин Daai6 Faan1jik6 Wan6dung6) — интернет-кампания, возникшая после российского вторжения на Украину в 2022 году.
Участники этого движения — китайскоязычные пользователи западных соцсетей, прежде всего Reddit и Twitter. Они занимаются переводом пророссийских, антиамериканских, антияпонских и других комментариев в китайских соцсетях — Weibo, Douyin (китайский TikTok), WeChat. Они стремятся донести мировой публике повестку китайских властей для «внутреннего пользования», включая территориальные претензии на Тайвань и Южно-Китайское море, а также политику в отношении COVID-19. Бо́льшая часть участников движения — пользователи из материкового Китая, но также из Гонконга, Тайваня и китайской диаспоры в других странах, они делают переводы преимущественно на английский, но также японский, корейский, французский, испанский и другие языки.
По мнению The Guardian, в условиях, когда власти КНР публично не выражают однозначной позиции насчёт российско-украинского конфликта, «Великое переводческое движение» стало для англоязычных комментаторов важным источником, помогающим понять позицию внутрикитайских официальных СМИ.

## Предыстория
Официальный Пекин после начала войны в Украине занял осторожную позицию, некоторыми комментаторами описанную как «нейтральную». Дипломаты и лидеры КНР высказывали обеспокоенность войной и гибелью мирного населения, призвали к началу мирных переговоров, однако осудили санкции в отношении РФ и обвинили США в провоцировании конфликта.
В то же время официальные китайские СМИ, как внутренние, так и нацеленные на иностранцев, выступили с более открытой пророссийской позицией. Так, в день начала войны Центральный комитет китайского Комсомола опубликовал в соцсетях перепевку на севернокитайском языке советской песни «Катюша». А спустя два дня издание Horizon News (世面新闻) в соцсети Weibo случайно запостило рекомендации по освещению конфликта. В них указывалось, что редакторам запрещается публиковать посты, где действия РФ выставляются в невыгодном свете, а также содержащие прозападную позицию.
Кроме того, в китайских соцсетях стали появляться комментарии пользователей, однозначно поддерживающие вторжение, героизирующие Путина и обвиняющие США и НАТО в разжигании конфликта. Антивоенные же высказывания активно подавлялись, выступающих против войны пользователей платформы блокировали. Таким образом, позиция в поддержку Путина и вторжения на Украину стала доминировать в китайском публичном дискурсе.

## Переводческое движение
«Великое переводческое движение» зародилось на ChongLangTV (衝浪TV), китайскоязычным разделе Reddit, негативно настроенном по отношению к коммунистическому режиму. Участники призывали переводить материалы и комментарии в китайских СМИ и соцсетях, чтобы донести иностранцам, что «люди в Китае не такие радушные и доброжелательные, как их рисует китайская пропаганда, направленная на внешний мир». Пользователи надеялись, что китайская общественность сможет посмотреть на себя со стороны, «постыдится своих глупых слов и сможет встать в один ряд с цивилизованным сообществом».
Переводчики фокусировались на неоднозначных и шокирующих комментариях. Так, они переводили восторженные и кровожадные слова в поддержку войны, а также шутки китайских комментаторов, желавших «приютить у себя молодых украинок». Такие высказывания китайских пользователей вызвали негативную реакцию на Украине после того, как их распространили мировые СМИ — сообщалось даже об угрозах, поступавших находящимся на Украине китайцам.
Спустя неделю, второго марта 2022 года, раздел ChongLangTV был забанен на Reddit за «нарушение приватности» — один из противников кампании подвергся доксингу после того, как якобы добился приостановки переводов на Украину со счёта для пожертвований в Шанхае. После череды банов за пересоздание сабреддита пользователи переместились на другие площадки, такие как Twitter и китайскоязычную политическую соцсеть Pingcong. Позднее, 19-го марта, ряд сотрудников Pingcong были арестованы китайскими властями за предоставление платформы движению.
Спустя некоторое время пользователи расширили повестку движения — они стали также переводить материалы, связанные со строгой политикой «нулевого Ковида» в Китае, такие как новости из закрытого на локдаун Шанхая или случаи убийства домашних животных антиковидными бригадами.

## Мнения
Политолог Цай Ся, бывшая профессор Центральной школы КПК, ныне бежавшая в США, выразила поддержку движению. Она сказала, что такие переводы «обнажают тоталитарную идеологию КПК, отравляющую китайский народ, …а также напоминают мировым правительствам, что они должны опасаться внешней пропаганды КПК, продвигающей дезинформацию, ложные нарративы и запутывающей общественное мнение. Лидер Си уже давно начал информационную войну, чтобы помочь Путину».
Некоторые китайские диссиденты также поддержали движение, так как оно создаёт «дилемму для китайских цензоров»: запрет на «кровожадные» реплики может ударить по ярым сторонникам КПК, но отказ от запрета будет означать молчаливое согласие с ними.
В то же время бывший дипломат Хань Ян, хотя и поддержал движение, высказал несогласие с желанием некоторых участников выставить китайцев как жестоких и кровожадных людей, отметив, что это только играет на руку усилиям по дискредитации движения со стороны официальных СМИ.
Официальные китайские СМИ осудили движение и обвинили его в том, что оно выдаёт редкие неоднозначные комментарии за общие настроения у китайцев. Китайская англоязычная газета Global Times назвала его «фарсом, поддержанным западными СМИ вроде „Голоса Америки“, выборочно выдёргивающим комментарии пользователей в китайском интернете». В то же время китайские платформы, в том числе Weibo, Douyin и WeChat стали массово предпринимать действия против пользователей, шутящих о войне и оставляющих неуместные реплики.
В соцсетях высказывались опасения насчёт того, что движение может подогреть ксенофобию по отношению к людям китайского происхождения в США. Deutsche Welle также пишет, что неуместные комментарии об украинках иногда оставляют и тайваньские пользователи, что дало китайским властям повод утверждать, что негативный контент генерируют именно тайваньцы, притворяющиеся пользователями из Китая. Издание CNN приводит реплики своих экспертов о том, что «хотя это движение, как минимум отчасти, намеренно отбирает самые шокирующие мнения, они также могут быть ценны для того, чтобы пролить свет на внутрикитайское медиапространство».